# Måkläppens naturreservat

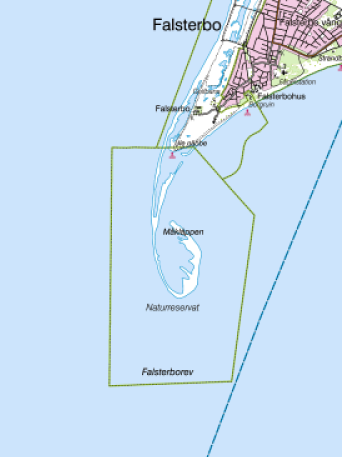
Måkläppens naturreservat är beläget på en utlöpare till Falsterbonäset, gränsar i väster till Falsterbohalvöns havsområde och i öster till skjutområdet i Falsterbobukten.

Måkläppen är ett naturreservat inom den historiska Skanör med Falsterbo stads område i Vellinge kommun i Skåne. Det består av en landremsa som sticker ut från Falsterbonäset. Det bildades som naturreservat 1971, men redan 1902 var området skyddat (genom ett arrende).
Måkläppen omfattar en yta på 785 hektar, varav 30 hektar på land och 755 hektar vatten. Landarealen utgörs av låglänta och ofta föränderliga sandrevlar. Det har vid flera tillfällen format en separat ö, under andra tider en långsmal halvö.

## Etymologi
Måkläppen har fått sitt namn från orden för måg(e) (fiskmås) och kläpp (sandrevel). 1685, strax efter Skånes inlemmande i Sverige, noterades namnet som Maageklaperne.

## Geografi och historia
Måkläppen ändrar hela tiden utseende då sand byggs på och tas bort av havsströmmar, vind, stormvågor och högvatten. Dessa processer utövar abrasion – stranderosion – som för bort sanden som tidigare transporterats dit. Från början var Måkläppen ett rev, men 1966 kunde Kustbevakningen genom observationer konstatera att den inte längre ”ständigt översköljdes av havet” och den var därefter officiellt en ö. Det innebar en ny dragning av baslinjen och motsvarande utökning av Sveriges territorialvattengräns.
Sedan 1990-talet har den (oftast) en smal landförbindelse genom en sandrevel.
Området har skapats genom att sandrevlar har byggts upp ovanpå en moränkärna.
Arkeologiska fynd från stenåldern och Kongemosekulturen har påträffats på Måkläppen. Där finns även ett flertal skeppsvrak från järnålder, medeltid och modern tid. Även ett postflygplan från andra världskriget återfinns strax utanför Måkläppen.

### Naturreservat
Måkläppens naturvårdsförening är Sveriges äldsta och bildades 1899. Det nuvarande naturreservatet bildades 1971, och reservatet inkluderar både land- och angränsande vattenområden. 1984 och 1990 ändrades bestämmelserna, sedan (halv)ön flyttat sina gränser till utanför den befintliga reservatsgränsen. Totalt motsvarar reservatet 755 hektar, varav cirka 30 hektar på land. Området är del av EU:s ekologiska nätverk av skyddade områden – Natura 2000.

## Användning

### Djurliv
På Måkläppen häckar många sorters sjöfåglar, och är ett viktigt område för knubb- och gråsäl. Bland de häckande fåglarna kan nämnas ejder, gråtrut och silvertärna. Mängden häckande fåglar varierar dock beroende på om Måkläppen har landförbindelse eller inte; då en sådan medför att räv och mink enkelt kan ta sig ut till området.
Måkläppen är skyddad sedan 1902, detta genom att Måkläppsföreningen arrenderade ön, främst för att skydda det rika fågellivet och för att hindra ortsbefolkningens plundring av fågelägg.
Det råder totalt tillträdesförbud från första februari till sista oktober. Dessutom finns två permanenta skyddszoner för att skydda sälarna ytterligare. Dessa zoner ligger dels på sydspetsen och dels på östra sidan.
Gråsälen föder sina ungar i mars, medan knubbsälen föder sina under juni månad. Halvön är också viktig som rastplats för många fåglar, genom sitt sydvästliga läge vid Östersjön, med den europeiska kontinenten på andra sidan vattnet.

### Övrigt
Beroende på hur revlarna förändras kan man vid promenad längs sandrevlarna stöta på (små eller större) rester av träfartyg, ibland flera hundra år gamla. Dessutom är halvön en eftersökt lokal för bärnstensletare.
Det är endast tillåtet att besöka Måkläppen från 1 november till 31 januari. Övrig tid, det vill säga 1 februari till 31 oktober, råder totalt tillträdesförbud på Måkläppen.